# Senoo Ryusuke
Ryusuke Senoo (sinh ngày 20 tháng 2 năm 1986) là một cầu thủ bóng đá người Nhật Bản.

## Sự nghiệp câu lạc bộ
Ryusuke Senoo đã từng chơi cho Fagiano Okayama.